# Smrdáky
Smrdáky je naseljeno mjesto u okrugu Senica u Trnavskom kraju u Slovačkoj.

## Stanovništvo
| Godina:     | 1993. | 2003.   | 2013.    | 2023.    |
| ----------- | ----- | ------- | -------- | -------- |
| Broj ljudi: | 649   | 620     | 697      | 562      |
| Razlika:    |       | -4,46 % | +12,41 % | -19,36 % |

| Godina:     | 2022. | 2023.   |
| ----------- | ----- | ------- |
| Broj ljudi: | 574   | 562     |
| Razlika:    |       | -2,09 % |

Prema podacima o broju stanovnika iz 2023. godine naselje je imalo 562 stanovnika.

## Vanjske poveznice
- Službena stranica naselja (sl.)
- Krajevi i okruzi u Slovačkoj  Arhivirana inačica izvorne stranice od 2. svibnja 2024. (Wayback Machine) (sl.)